# Schleich

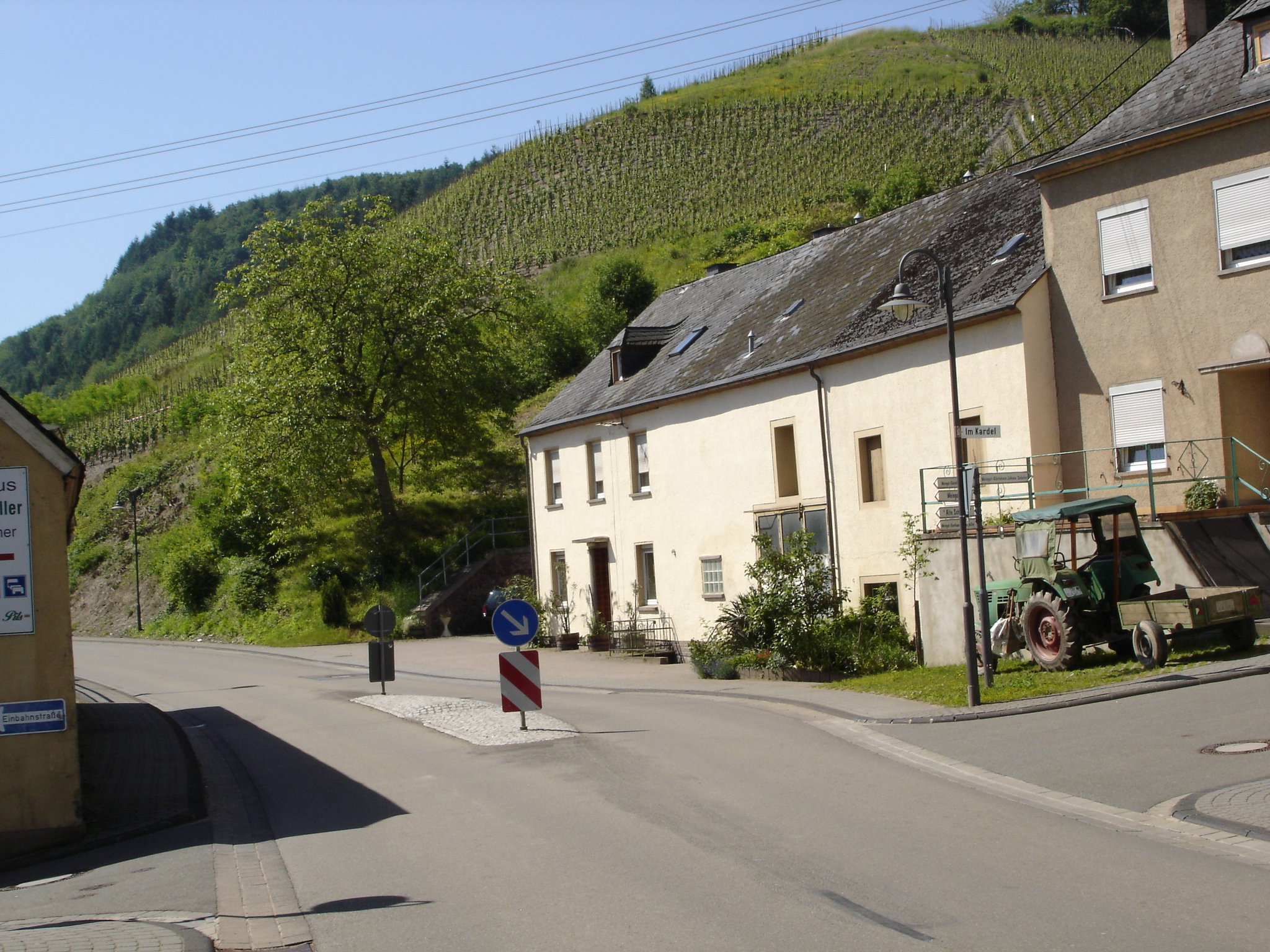
Das Dorfzentrum

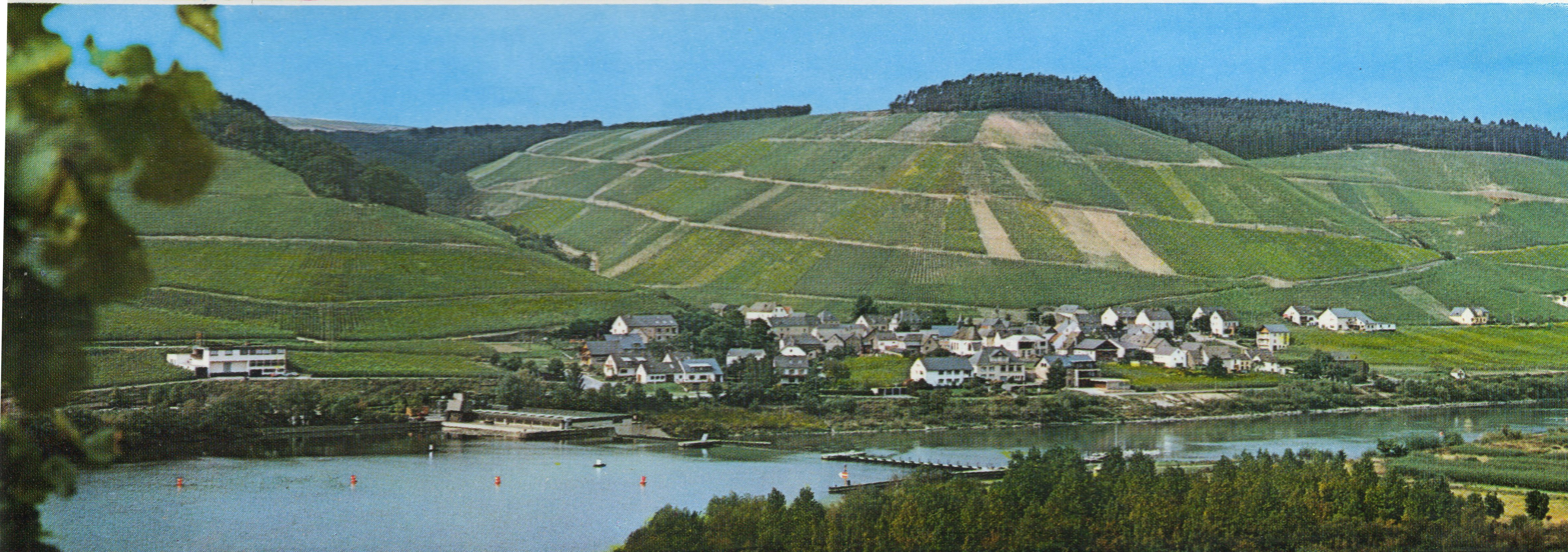
Schleich auf einer Ansichtskarte von 1976

Schleich an der Mosel ist eine Ortsgemeinde im Landkreis Trier-Saarburg in Rheinland-Pfalz. Sie gehört der Verbandsgemeinde Schweich an der Römischen Weinstraße an.

## Geographie
Der Ort liegt in Luftlinie etwa 15 Kilometer nordöstlich von Trier am linken Ufer der Mosel und damit im Bereich der Neumagener Moselschlingen.
Nachbarorte sind die Ortsgemeinden Ensch und das auf der anderen Moselseite gelegene Detzem im Norden, Pölich im Süden sowie Mehring im Südwesten.

## Geschichte
Schleich wurde urkundlich erstmals 976 als Sleche erwähnt, als der Trierer Erzbischof Theoderich das Dorf dem Kloster St. Marien schenkte. In den folgenden Jahrhunderten teilten sich bis zu vier Vögte die Herrschaft über den Ort.
Die Inbesitznahme des Linken Rheinufers durch französische Revolutionstruppen beendete die alte Ordnung. Der Ort wurde von 1798 bis 1814 Teil der Französischen Republik (bis 1804) und anschließend des Französischen Kaiserreichs. Schleich wurde der Mairie Mehring im Kanton Schweich des Arrondissementa Trier im Saardepartement zugeordnet. Nach der Niederlage Napoleons kam das Dorf aufgrund der 1815 auf dem Wiener Kongress getroffenen Vereinbarungen zum Königreich Preußen und gehörte nun zum Landkreis Trier des Regierungsbezirks Trier, der 1822 Teil der neu gebildeten preußischen Rheinprovinz wurde. Aus der Mairie wurde die Bürgermeisterei Mehring (ab 1927 Amt Mehring).
Als Folge des Ersten Weltkriegs war die gesamte Region dem französischen Abschnitt der Alliierten Rheinlandbesetzung zugeordnet. Nach dem Zweiten Weltkrieg wurde Schleich innerhalb der französischen Besatzungszone Teil des damals neu gebildeten Landes Rheinland-Pfalz.

### Bevölkerungsentwicklung
Die Entwicklung der Einwohnerzahl der Gemeinde Schleich, die Werte von 1871 bis 1987 beruhen auf Volkszählungen:
| Jahr | Einwohner |
| ---- | --------- |
| 1815 | 102       |
| 1835 | 160       |
| 1871 | 219       |
| 1905 | 179       |
| 1939 | 196       |
| 1950 | 225       |
| 1961 | 232       |

| Jahr | Einwohner |
| ---- | --------- |
| 1970 | 245       |
| 1987 | 223       |
| 1997 | 205       |
| 2005 | 207       |
| 2011 | 191       |
| 2017 | 223       |
| 2023 | 240       |

## Politik

### Gemeinderat
Der Ortsgemeinderat in Schleich besteht aus sechs Ratsmitgliedern, die bei der Kommunalwahl am 9. Juni 2024 in einer Mehrheitswahl gewählt wurden, und dem ehrenamtlichen Ortsbürgermeister als Vorsitzendem.
Die Sitzverteilung im Ortsgemeinderat:
| Wahl | SPD               | CDU               | WG                | Gesamt  |
| ---- | ----------------- | ----------------- | ----------------- | ------- |
| 2024 | per Mehrheitswahl | per Mehrheitswahl | per Mehrheitswahl | 6 Sitze |
| 2019 | per Mehrheitswahl | per Mehrheitswahl | per Mehrheitswahl | 6 Sitze |
| 2014 | per Mehrheitswahl | per Mehrheitswahl | per Mehrheitswahl | 6 Sitze |
| 2009 | 1                 | 1                 | 4                 | 6 Sitze |
| 2004 | 1                 | 1                 | 4                 | 6 Sitze |
| 1999 | 1                 | –                 | 5                 | 6 Sitze |

### Bürgermeister
Wolfgang Lößlein wurde am 12. März 2025 Ortsbürgermeister von Schleich. Da bei der Direktwahl am 9. Juni 2024 kein Wahlvorschlag eingereicht wurde, oblag die Neuwahl gemäß rheinland-pfälzischer Gemeindeordnung dem Rat. Da dieser zunächst keinen Kandidat benennen konnte, führte der bisherige Ortsbürgermeister die Amtsgeschäfte vorläufig geschäftsführend weiter, kündigte aber eine Amtsniederlegung an, wenn die Nachfolge nicht zeitnah geregelt werden könne. In der Sitzung im März 2025 wurde Wolfgang Lößlein gewählt.
Lößleine Vorgänger Rudolf Körner hatte das Amt 2004 übernommen. Da auch bei der Direktwahl am 26. Mai 2019 kein Wahlvorschlag eingereicht worden war, oblag die Neuwahl auch damals dem Rat. Dieser bestätigte Körner bei seiner konstituierenden Sitzung am 26. Juni 2019 einstimmig in seinem Amt. Bei der Wahl 2024 kandidierte Körner nicht erneut, führte aber die Amtsgeschäfte noch bis zur Übergabe an seinem Nachfolger im März 2025 weiter.

### Wappen
Blasonierung: Das Wappen ist geteilt und in der oberen Hälfte gespalten. Oben rechts in Blau ein diagonal schräg-rechts liegendes goldenes Stangenkreuz mit einer flatternden silbernen Fahne mit einem roten Kreuzband. Oben links in Silber zwei rote Querbalken begleitet oben, in der Mitte und unten von 12 roten Schindeln in der Anordnung 5-4-3. Unten in Gold drei hängende grüne Trauben mit drei grünen Blättern.

## Weinlagen
- Schleicher Sonnenberg
- Schleicher Klosterberg

## Sehenswürdigkeiten

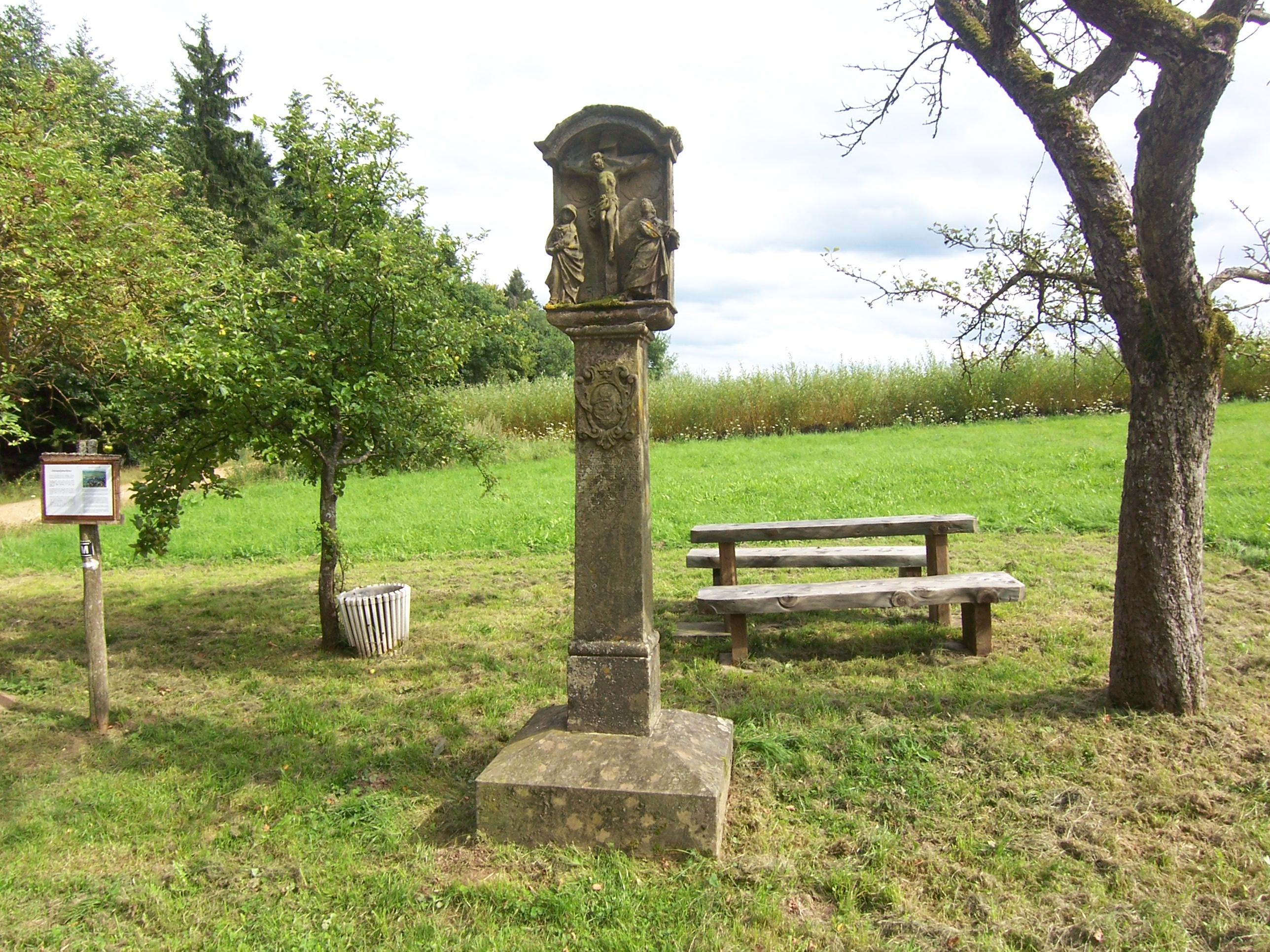
Zitronenkrämerkreuz bei Schleich

Westlich von Schleich auf der Hochfläche der Moselberge befindet sich das sogenannte „Zitronenkrämerkreuz“ aus dem Jahre 1687. Es erinnert an die Ermordung von P. I. Carové aus der Trierer Kaufmannsfamilie Carové, die im Haus Venedig residierte.

## Verkehr
Der Ort liegt an der entlang der Mosel verlaufenden Bundesstraße 53. 

## Persönlichkeiten
- Karl Berg (1925–2007), Musiker und Musikpädagoge